# Akwasi Frimpong
Akwasi Frimpong (11 februari 1986) is een Nederlands-Ghanese sporter. Hij is geboren in Ghana, maar verhuisde op achtjarige leeftijd naar Nederland, waar hij opgroeide in de Amsterdamse wijk De Bijlmer.
Hij nam deel aan de Olympische Winterspelen van 2018 in Pyeongchang in de olympische sportdiscipline skeleton, en eindigde na drie runs op de laatste plaats. Hij was de tweede Ghanees die deelnam aan de Olympische Winterspelen. Hij kwam in 2012 eenmaal uit in de wereldberker bobsleeën waar hij met de Nederlandse ploeg 21e eindigde in Park City.

## Resultaten

### Skeleton

#### Olympische Spelen
| Jaar | Plaats      | Resultaat |
| ---- | ----------- | --------- |
| 2018 | Pyeongchang | 30e       |

#### Wereldkampioenschappen
| Jaar | Plaats    | Resultaat       |
| ---- | --------- | --------------- |
| 2017 | Königssee | 44e             |
| 2021 | Altenberg | 32e Individueel |